# The One (Kylie Minogue-sang)
 For alternative betydninger, se The One. (Se også artikler, som begynder med The One)
"The One" er en sang af den australske sangerinde Kylie Minogue fra hendes tiende studiealbum X (2007). Sangen blev udgivet som albummets femte og sidste single. "The One" blev skrevet af Minogue, Richard Stannard, James Wiltshire, Russell Small, John Andersson, Johan Emmoth og Emma Holmgren.

## Udgivelse
"The One" blev udgivet som digital download den 28. juli 2008 i Storbritannien og fik generelt positive anmeldelser fra kritikere. Sangen blev et mindre hit på verdensplan, fordi den kun var udgivet som en digital single. Singlen nåede ikke ARIA Charts, men nåede nummer ti på den australske dance-hitliste. Sangen blev udgivet den 22. september 2008 i New Zealand men nåede ikke RIANZ Charts.
Singlen var ikke meget vellykket på verdensplan, og nåede nummer 26 i Ungarn og nummer 38 i Tjekkiet. I Belgien nåede singlen nummer 7 i Flandern og nummer 15 i Vallonien. Sangen var en succes i andre lande og nåede nummer seks i Slovakiet og nummer ti i Bulgarien.

## Formater og sporliste
Britiske Promo CD single
1. "The One" – 4:05
2. "The One" (Freemasons Edit) – 3:41

Britiske iTunes single
1. "The One" – 4:05
2. "The One" (Freemasons Vocal Club Mix) – 9:14

Australske iTunes EP
1. "The One" – 4:05
2. "The One" (Freemasons Vocal Club Mix Edit) – 3:42
3. "The One" (Freemasons Vocal Club Mix) – 9:14

Europæiske iTunes single
1. "The One" (Edit) – 3:36

## Hitlister
| Hitliste                          | Placering |
| --------------------------------- | --------- |
| Belgien (Ultratip Flandern)       | 7         |
| Belgien (Ultratip Vallonien)      | 15        |
| Tjekkiet (IFPI)                   | 38        |
| Ungarn (Mahasz)                   | 26        |
| New Zealand (RIANZ)               | 2         |
| Rusland (TopHit)                  | 61        |
| Slovakiet (IFPI)                  | 6         |
| Storbritannien (UK Singles Chart) | 36        |

## Udgivelse historie
| Land           | Dato               |
| -------------- | ------------------ |
| Storbritannien | 28. juli 2008      |
| New Zealand    | 22. september 2008 |
| Europa         | 7. oktober 2008    |
| Australien     | 20. oktober 2008   |
| USA            | 20. april 2009     |